# طوفان خورشیدی ۱۸۵۹

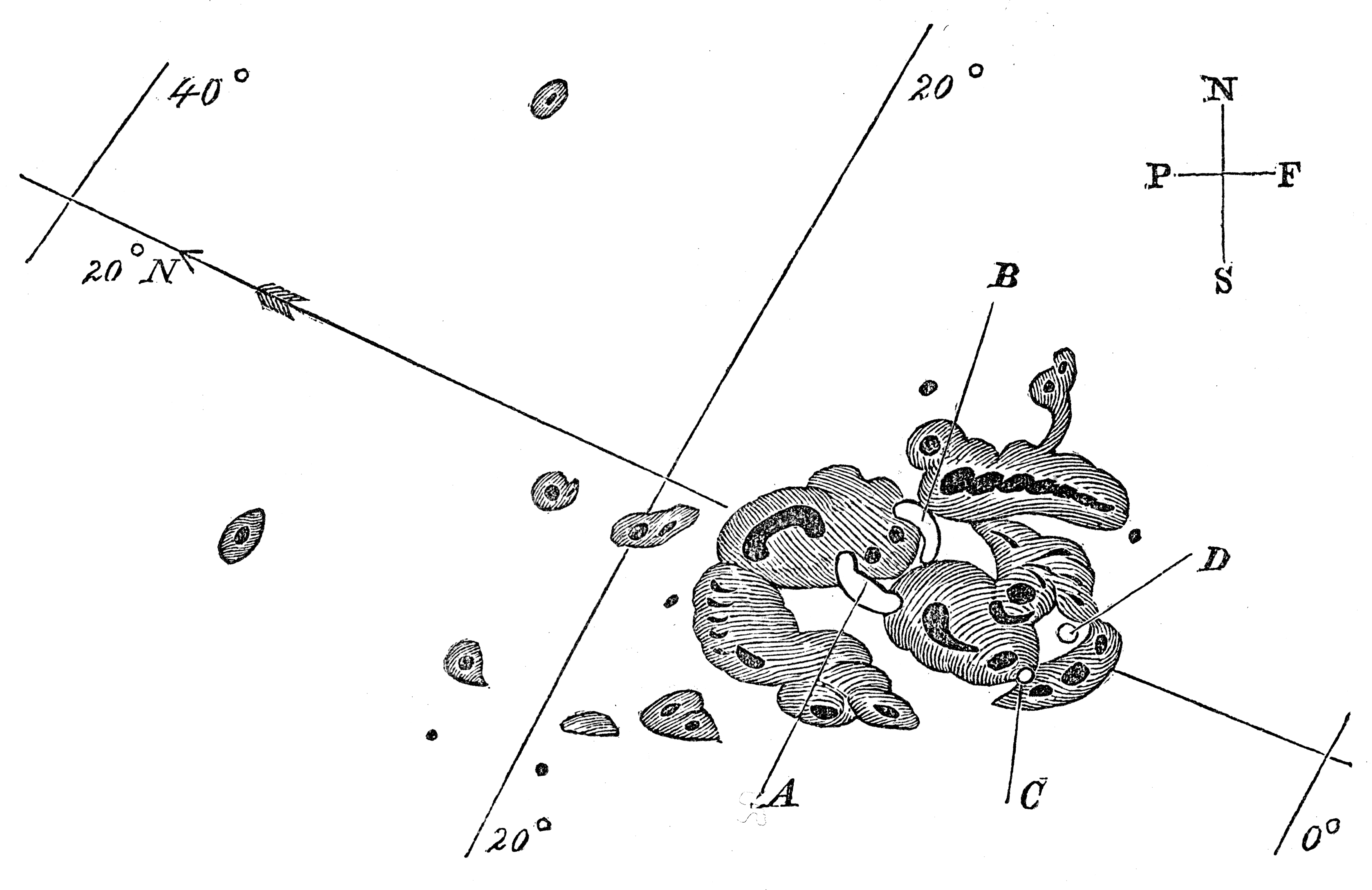
لکه‌های خورشیدی در (یک سپتامبر ۱۸۵۹) که توسط ریچارد کارینگتون ترسیم شده است. A و B موقعیت‌های اولیه یک رویداد شدیداً درخشان را نشان می‌دهند که در طول پنج دقیقه قبل از ناپدیدشدن به سمت C و D حرکت کرد.

طوفان خورشیدی ۱۸۵۹ (انگلیسی: Carrington Event) شدیدترین نمونهٔ ثبت‌شده طوفان خورشیدی است که در یک تا دو سپتامبر ۱۸۵۹/۱۲۳۸ رخ داد. سیل عظیمی از ذرات به مغناط‌کره‌ٔ زمین اصابت کرد که شفق قطبی حاصل از آن از نزدیکی عرض‌های استوایی نیز دیده می‌شد.
اینچنین طوفانی امروزه می‌تواند منجر به قطعی گسترده در شبکه‌های برق شود.